# Gasmac Gilmore
 (octobre 2018).
Pour les articles homonymes, voir Gilmore.
Gasmac Gilmore est un groupe de rock viennois formé en 2002. Son style musical est un mélange de rythmes thrash, d’influences klezmer, de polka et de heavy metal brutal.

## Histoire
Gasmac Gilmore a été fondé par Matthias Wick (chant, guitare) et Max Berner (batterie) en 2002 à Vienne. Les autres membres du groupe sont Elias Berner (guitare) et Victor Ezio (basse). Le groupe a fait sensation en février 2006 en jouant dans une voiture d'une rame de métro de la ligne U4 à Vienne, et de Hütteldorf au terminus Heiligenstadt. Cela a été suivi de représentations sur une péniche (canal du Danube) et dans une cabine téléphonique.
En 2009, le groupe reçoit le Austrian Newcomer Award pour son album About Boys And Dogs. Cela est suivi d'une collaboration avec le producteur germano-turc Kader Kesek et de l'album Dead Donkey, enregistré à Berlin en 2011 avec Niko Stössel. En 2013, le groupe réussit à convaincre les organisateurs de festivals internationaux au Eurosonic Festival (NL). Depuis, il est représenté en Autriche, en Suisse, en Allemagne, en Roumanie, en Italie, en République tchèque, en Slovaquie et aux Pays-Bas dans tous les festivals importants. En 2017, l'album Begnadet Für die Schöne est produit à Londres par James LeRock Loughrey. Gasmac Gilmore sort pour la première fois un album en deux langues : les 10 chansons sont disponibles en version anglaise ou allemande.

## Distinctions et récompenses
En 2009, le groupe reçoit le Austrian Newcomer Award pour son album About Boys and Dogs.

## Discographie
| année | titre                           | producteur     | Label / distribution       |
| ----- | ------------------------------- | -------------- | -------------------------- |
| 2004  | Sicknum (album)                 | Gasmac Gilmore |                            |
| 2005  | Zirkus (single)                 | Gasmac Gilmore | Hugemusic                  |
| 2006  | Little Lucy (album)             | Gasmac Gilmore | Hugemusic                  |
| 2008  | About Boys And Dogs (album)     | Gasmac Gilmore | Fastball / Sony Music      |
| 2012  | Dead Donkey (album)             | Kader Kesek    | Monkey Music / Roughtrade  |
| 2012  | The Monkey March (single)       | Kader Kesek    | Monkey Music / Roughtrade  |
| 2017  | Fantastisch (single)            | James Loughrey | Soundtopeople / Sony Music |
| 2017  | Begnadet Für Das Schöne (album) | James Loughrey | Soundtopeople / Sony Music |